# 拟兰亚科
在植物系统学中，目前認爲拟兰亚科是兰科中的五个亚科之一。与其他高度物种丰富的兰科亚科相反，在假兰属中只有两个属，三蕊兰属和假兰属，以及其下的15个种被识别。
根据分子数据和花结构，假兰属通常被认为是兰花中的基础谱系。 除了杓兰亚科之外的所有其他兰科亚科是单蕊的（拥有单一的雄蕊 ），但是假兰属的花有3个雄蕊。
与所有基础或“原始”群体一样，假兰属中现存的物种不代表其他亚科的直接祖先，它们只是共享相同的共同祖先。 然而，通过跟随其他兰花的独立进化途径，现存的假兰属可以让我们对该共同祖先中存在的特征做出推论。 